# PAC418
Socket PAC418 – wyposażone w 418 styków gniazdo procesora dla układów Intel Itanium. Specyfikacja opisuje zarówno podłączenia elektryczne jak i fizyczne rozmieszczenie elementów podstawki. W gnieździe osadzany był moduł zawierający mikroprocesor.

## Specyfikacja techniczna
Podstawkę Socket PAC418 zaprezentowano wraz z pierwszą generacją procesorów Itanium w roku 2001. Gniazdo umożliwiało pracę z szyną o taktowaniu do 133 MHz. Górna granica częstotliwości taktowania szyny dla procesorów osadzanych w tym gnieździe to 800 MHz.